# Érica de Sena
Érica Rocha de Sena, född 3 maj 1985, är en brasiliansk gångare. Hon deltog vid olympiska sommarspelen 2016, olympiska sommarspelen 2020 och olympiska sommarspelen 2024.